# Judo ai XIV Giochi dei piccoli stati d'Europa
Le gare di judo ai XIV Giochi dei piccoli stati d'Europa si sono svolte dal 31 maggio al 2 giugno 2011.

## Medagliere
| #      | Nazione       | Oro | Argento | Bronzo | Totale |
| ------ | ------------- | --- | ------- | ------ | ------ |
| 1      | Lussemburgo   | 8   | 0       | 2      | 10     |
| 2      | Monaco        | 3   | 4       | 4      | 11     |
| 3      | Islanda       | 1   | 4       | 0      | 5      |
| 4      | Cipro         | 1   | 1       | 5      | 7      |
| 5      | Malta         | 0   | 2       | 1      | 3      |
| 6      | Liechtenstein | 0   | 1       | 3      | 4      |
| 7      | San Marino    | 0   | 0       | 2      | 2      |
| 8      | Andorra       | 0   | 1       | 1      | 2      |
| Totale | Totale        | 13  | 13      | 18     | 44     |

## Risultati

### Uomini
| Evento         | Oro                    | Argento            | Bronzo                |
| -60kg          | Yann Siccardi          | Brent Law          | Yves Monn             |
| -66kg          | Andreas Krassas        | Jeremy Saywell     | Cédric Bessi          |
| -66kg          | Andreas Krassas        | Jeremy Saywell     | Massimiliano Urbinati |
| -73kg          | Yoann Suau             | Alekos Lazarou     | Emanuel Moser         |
| -81kg          | Denis Barboni          | Hermann Unnarsson  | Luca Bonfini          |
| -81kg          | Denis Barboni          | Hermann Unnarsson  | Andreas Trikomitis    |
| -90kg          | Denis Leider           | Mirko Kaiser       | David Berardi         |
| -90kg          | Denis Leider           | Mirko Kaiser       | Aleksandar Manev      |
| -100kg         | Georges Simon          | Thorvaldur Blondal | Franck Vatan          |
| +100kg         | Thormodur Arni Jonsson | Francois Laudrin   | Micah Dahlem          |
| Gara a squadre | Lussemburgo            | Islanda            | Cipro                 |
| Gara a squadre | Lussemburgo            | Islanda            | Monaco                |

### Donne
| Evento         | Oro               | Argento            | Bronzo             |
| -52kg          | Marie Muller      | Yamina Allag       | Pinelopi Stavrinou |
| -57kg          | Manon Durbach     | Sophia Allag       | Joanna Camilleri   |
| -63kg          | Anne-Laure Bonnet | Laura Salles Lopez | Charlotte Arendt   |
| -70kg          | Lynn Mossong      | Anna Víkingsdóttir | Anja Kaiser        |
| Gara a squadre | Lussemburgo       | Monaco             | Cipro              |
| Gara a squadre | Lussemburgo       | Monaco             | Andorra            |